# 赛义杜·迪亚拉
赛义杜·埃利曼·迪亚拉（法語：Seydou Elimane Diarra；1933年11月23日—2020年7月19日），象牙海岸政治家。他是一位穆斯林，獲得過高等国立蒙彼利埃农业学院的农业工程學位。他曾于2000年及2003至2005年两度担任该国总理。